# Landwirtschaftskammer Niedersachsen

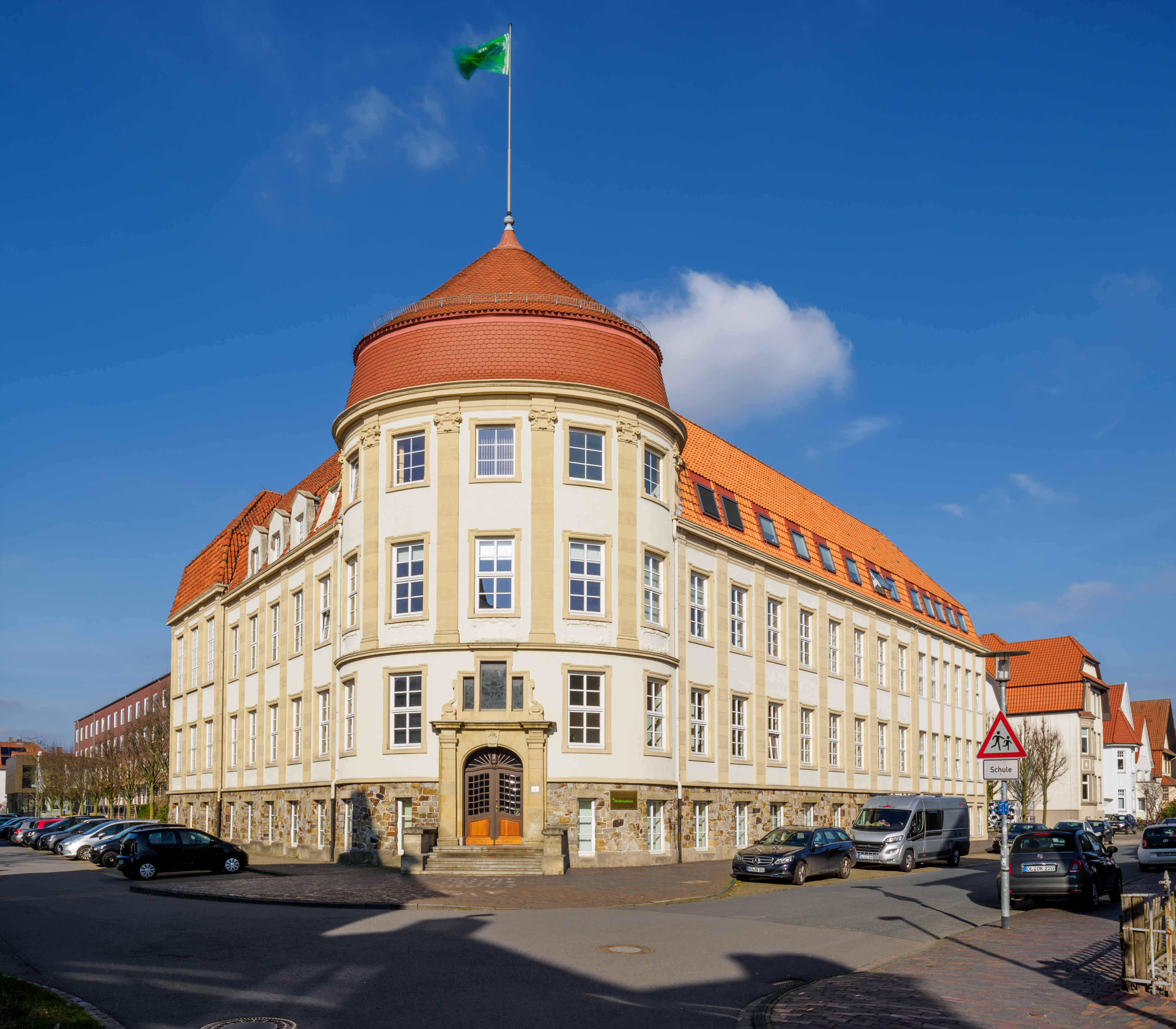
Landwirtschaftskammer Niedersachsen in Oldenburg

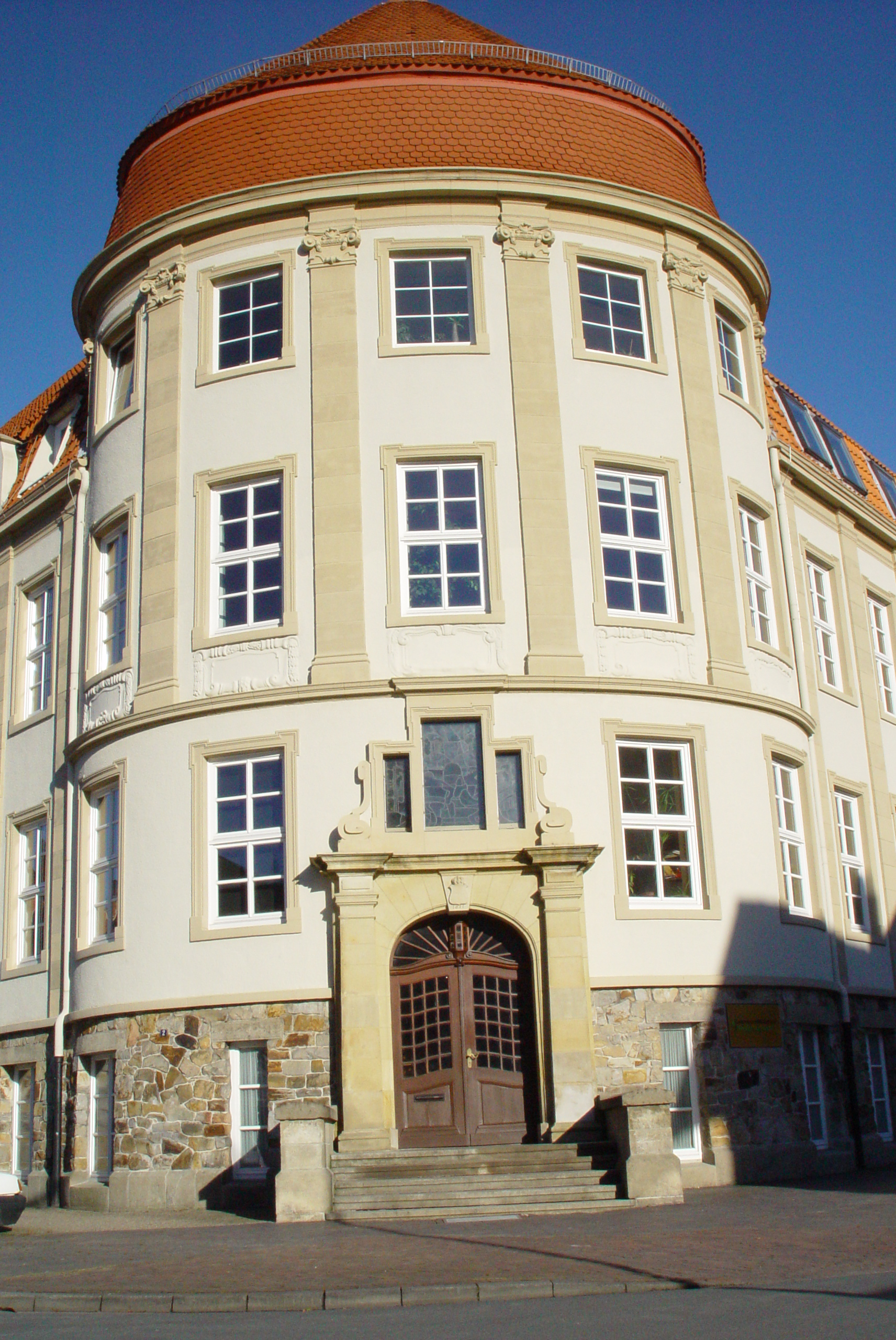
Haupteingang der Landwirtschaftskammer (LWK) Niedersachsen in Oldenburg

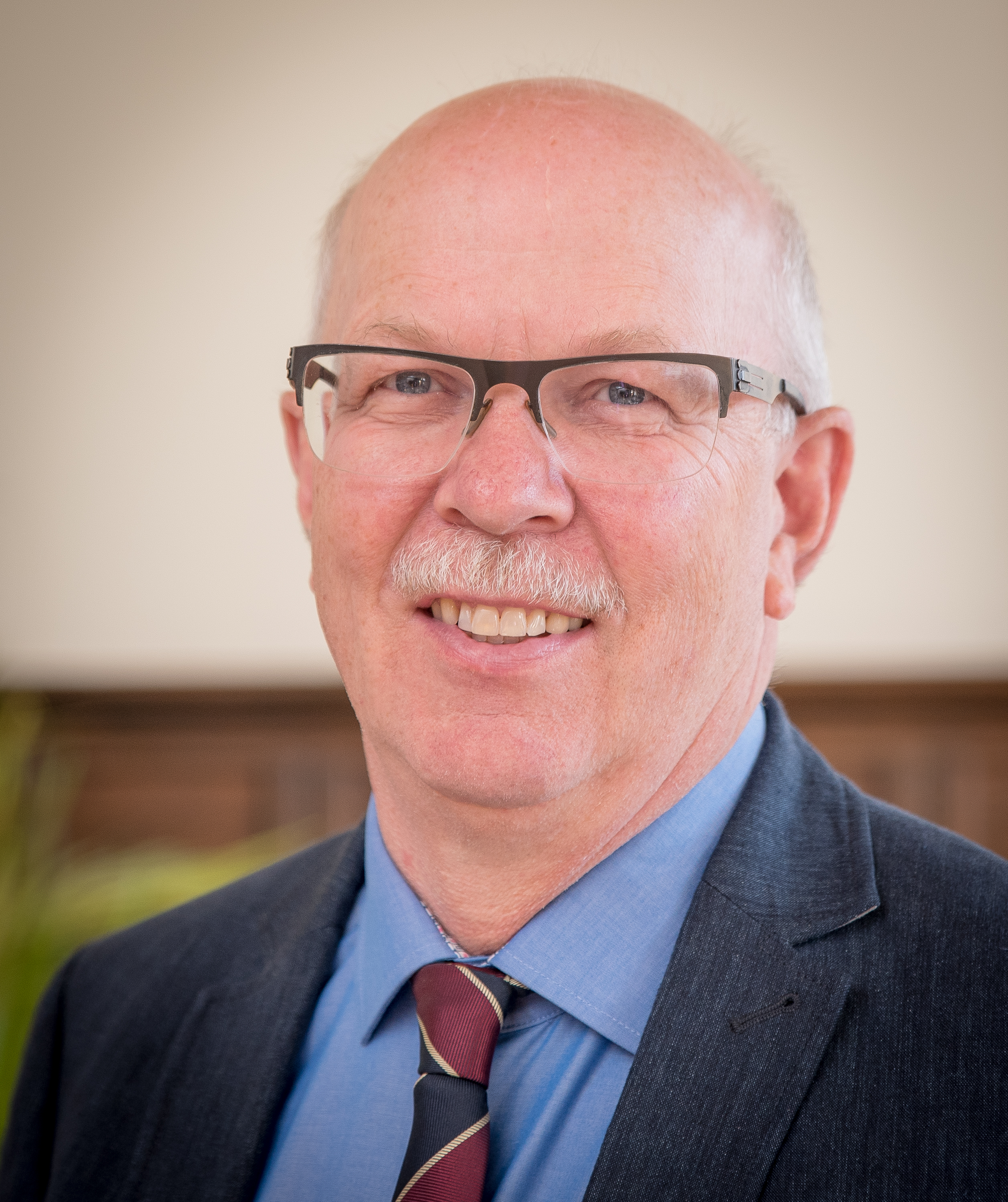
Der amtierende Präsident der Landwirtschaftskammer Niedersachsen: Gerhard Schwetje

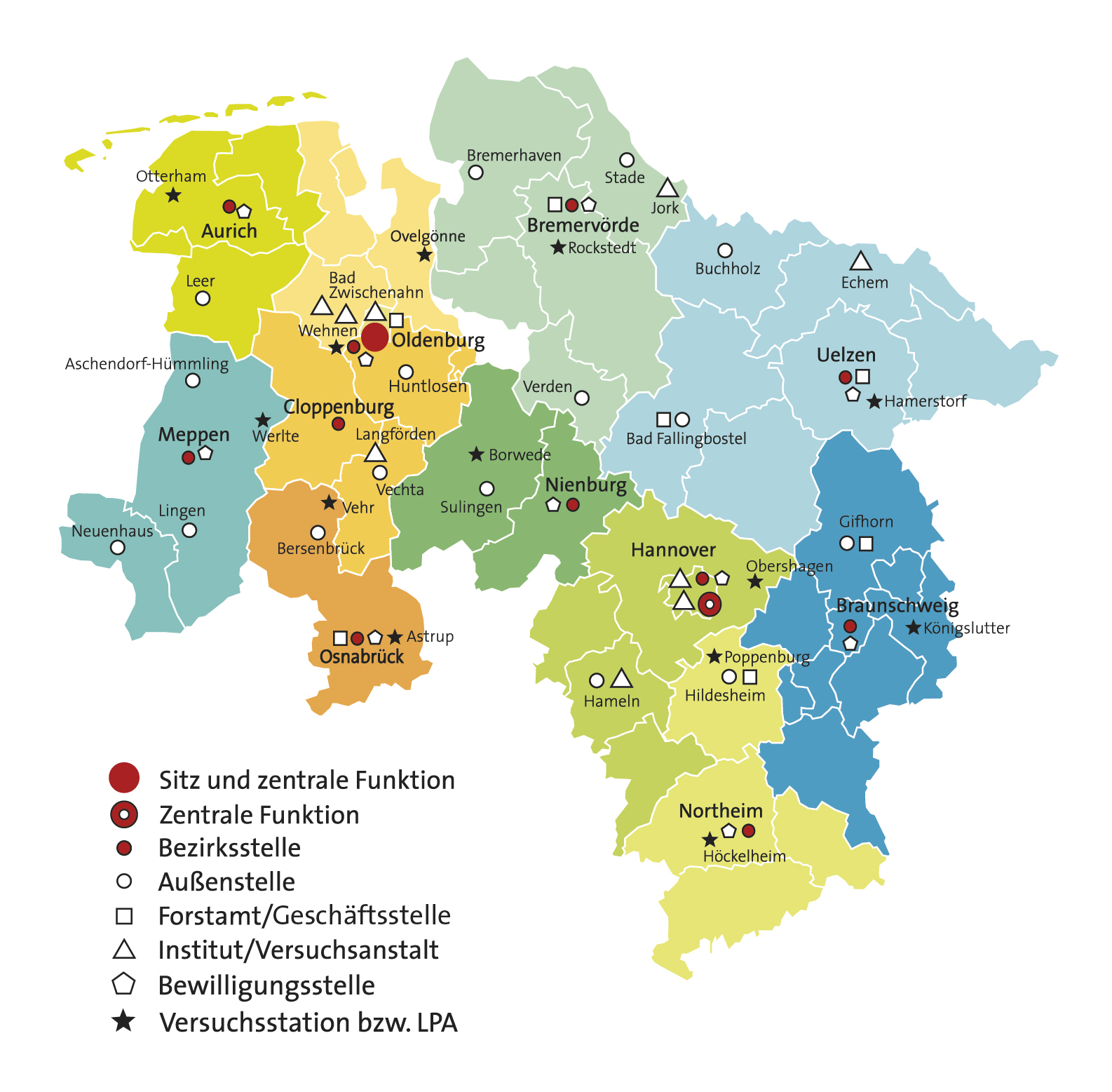
Dienststellenkarte der LWK Niedersachsen

Die Landwirtschaftskammer (LWK) Niedersachsen mit Sitz in Oldenburg ist die Selbstverwaltungsorganisation der Landwirtschaft in Niedersachsen. Sie ging am 1. Januar 2006 aus der Fusion der Landwirtschaftskammer Hannover in Hannover und der Landwirtschaftskammer Weser-Ems in Oldenburg hervor und ist eine Körperschaft des öffentlichen Rechts nach dem Gesetz über die Landwirtschaftskammer Niedersachsen (LwKG).

## Aufgaben
Die Aufgaben der Landwirtschaftskammer reichen von der Beratung über die Förderung bis hin zur beruflichen Bildung. Beratung ist dabei nicht nur das individuelle Gespräch auf dem Betrieb, dazu zählt auch ein bundesweit einmaliges Feldversuchswesen sowie die Analyse und Beobachtung der Agrarmärkte samt Marktberichterstattung. Als zuständige Stelle betreut die Landwirtschaftskammer ca. 6500 Auszubildende in den „grünen Berufen“ und der Hauswirtschaft. In der Aus-, Fort- und Weiterbildung bietet die Landwirtschaftskammer jährlich über 500 Seminare an, dazu Meisterkurse und weitere berufsqualifizierende Lehrgänge. Tagungen, Vortragsveranstaltungen und Feldtage ergänzen das Angebot. Im Auftrag des Landes und in der Agrarförderung ist die Landwirtschaftskammer zuständige Stelle für die Umsetzung von mehr als 50 Gesetzen, Verordnungen und Programmen. Jährlich werden ca. 40 Nachwuchskräfte in der Kammer ausgebildet.

## Mitglieder und Kunden
Das Betreuungsgebiet der Kammer umfasst rund 2,6 Millionen Hektar landwirtschaftliche Nutzfläche, wovon rund 1,9 Mio. ha auf Acker- und 0,7 Mio. ha auf Grundlandflächen entfallen, und rund 500.000 Hektar Privatwald. Die Mitglieder und Kunden der Landwirtschaftskammer sind rund 40.000 landwirtschaftliche Betriebe. Darüber hinaus werden von der Landwirtschaftskammer Niedersachsen rund 4300 Gartenbaubetriebe und 50.000 private Waldbesitzer sowie rund 160 Betriebe der gemischten Küsten- und Kleinen Hochseefischerei, 60 Binnenfischereibetriebe und rund 150 Betriebe aus dem Bereich der Aquakultur fachlich betreut. Als landwirtschaftliche Fachbehörde und Träger öffentlicher Belange arbeitet die Landwirtschaftskammer eng mit Kommunen, Landkreisen und den Einrichtungen des Landes Niedersachsen zusammen und vertritt die fachlichen Interessen der Landwirtschaft.

## Organisation
In der Kammer arbeiten ehrenamtliche, gewählte Vertreter des Berufsstandes und hauptamtliche Fachleute eng zusammen. Das höchste Beschlussorgan der Landwirtschaftskammer ist die Kammerversammlung. Sie konstituiert sich alle sechs Jahre neu. Ihre insgesamt 138 ehrenamtlichen Mitglieder sind zu 2/3 landwirtschaftliche Unternehmer und zu 1/3 Arbeitnehmer aus der Land- und Forstwirtschaft, dem Gartenbau und der Fischerei. Die Mitglieder der Kammerversammlung berufen bis zu 30 weitere Personen aus verschiedenen landwirtschaftlichen Berufsgruppen. Weiterhin bildet die Kammerversammlung zu bestimmten Aufgabengebieten Ausschüsse, deren Aufgabe die Vorbereitung von Beschlussfassungen für die ehrenamtlichen Gremien ist.
Die Kammerversammlung wählt alle drei Jahre eine Präsidentin oder einen Präsidenten, zwei Stellvertreter sowie bis zu zwölf weitere Mitglieder, die gemeinsam den ehrenamtlichen Vorstand der Landwirtschaftskammer bilden.
Der Vorstand wählt für eine Amtszeit von sechs Jahren den Direktor der Landwirtschaftskammer. Er ist damit der Vorgesetzte der Beamten und Arbeitnehmer und führt die Geschäfte der laufenden Verwaltung und von Auftragsangelegenheiten.

## Liste der Präsidenten und Direktoren
Die Präsidenten der Landwirtschaftskammer Niedersachsen:
| 2006–2009 | Fritz Stegen, Friedrich Scholten |
| 2009–2015 | Arendt Meyer zu Wehdel           |
| seit 2015 | Gerhard Schwetje                 |

Die Direktoren der Landwirtschaftskammer Niedersachsen
| 2006–2012 | Jürgen Otzen        |
| 2012–2021 | Hans-Joachim Harms  |
| seit 2022 | Bernd von Garmissen |

## Trivia
Die Kammer ist – gemeinsam mit Waldeigentümern – Franchisenehmerin für Bestattungswälder.